# دانیله پاپاروسو
دانیله پاپاروسو (انگلیسی: Daniele Paparusso؛ زادهٔ ۲۶ مارس ۱۹۹۳) بازیکن فوتبال است.
از باشگاه‌هایی که در آن بازی کرده‌است می‌توان به باشگاه فوتبال روبور سیه‌نا اشاره کرد.